# Torre de Sant Roc
La Torre de Sant Roc, es troba a la partida de Montiver al nord de Sagunt, a la comarca del Camp de Morvedre, a la província de València. També anomenada Torre de Roc, Torre Alquerieta de Roc, està declarada Bé d'interès cultural amb número d'anotació ministerial : RI - 51-0010927, i data d'anotació 12 de novembre de 2002.

## Descripció historicoartística
La Torre de Sant Roc s'alça en la part oest del terme de Sagunt, en terreny pla en el marge esquerre del riu Palància, envoltada de camps de tarongers i nesprers. L'accés es realitza creuant el riu pel pont que hi ha al final de l'Avinguda dels Sants de la Pedra, prenent el camí de l'esquerra fins a trobar el camí de la Rosana a mà dreta.
Es tracta d'una torre de defensa. De les que es van construir a partir de 1575, quan el rei Felip II va encarregar al virrei de València, Vespasiano Gonzaga i Colonna, un estudi de defensa del litoral, conseqüència del qual, durant el segle xvi, la costa de la província de València comptava amb al voltant de tretze torres de vigilància i defensa.
Malgrat això, el fet de tenir l'habitatge de dos pisos adossada al seu costat sud, al costat d'altres detalls com la mesura de l'entrada i el curt nombre d'espitlleres, fan pensar en la seva capacitat defensiva limitada, que serviria només als habitants de l'alqueria, per la qual cosa es podria relacionar amb les alqueries fortificades de l'horta i formalment amb les masies fortificades de Girona, datades en alguns casos al segle xvi.
És de planta quadrada i té tres plantes, encara que actualment es mantenen només els paraments exteriors a regular estat de conservació i parcialment desmotxats. Està construïda de maçoneria reforçada amb carreus en els cantons. Destaquen la seva porta que presenta un arc de mig punt i els matacans, desapareguts en part.